# Tim Kring
 Der er for få eller ingen kildehenvisninger i denne artikel, hvilket er et problem. Du kan hjælpe ved at angive troværdige kilder til de påstande, som fremføres i artiklen.

Tim Kring, født 16. september 1990, dansk vægtløfter i 77 kg vægtklassen. 
I 2018 kom han med i Dansk Vægtløftnings-Forbunds OL-trup, og i var han nr. 36 på verdensrangslisten.

## Baggrund
Han startede til fodbold som 4 årig og da han blev 6 år, afløste han det med badminton. Han placerede sig hurtigt godt oppe i toppen af den danske rangliste og med svingende præstationer og diverse skader, fortsatte han med, at ligge godt placeret.[kilde mangler] I efteråret 2005 prøvede han vægtløftning som supplement til badminton.[kilde mangler] Han stoppede med badminton som spiller pga. en kronisk underbens lidelse, Kronisk Compartment syndrom).[kilde mangler] Han er dog stadig aktiv badmintontræner.[kilde mangler]

## Skole
Til daglig går han på CPH WEST i Ishøj. 

## Resultater
- 1.plads 2006 DM Ungdom 69 Kg klassen.
- 1.plads 2006 DM Ungdomsfemkamp 15-16 år.
- 1.plads 2007 DM Ungdom 69 kg klassen.
- 1.plads 2007 DM Ungdomsfemkamp 69 kg klassen.
- 1.plads 2007 DM Junior 77 kg klassen.
- 1.plads 2008 DM Senior 77 kg klassen.
- 1.plads 2008 Nordiske Junior Mesterskaber 77 kg klassen.
- 1.plads 2009 DM Senior 77 kg klassen.
- 1.plads 2009 DM Junior 77 kg klassen.
- 1.plads 2009 Nordiske Junior Mesterskaber 77 kg klassen. (Vandt samtidig titlen "Nordens bedste Junior løfter 2009")
- 1.plads 2010 DM Junior 77 kg klassen.
- 1.plads 2010 Nordiske Junior Mesterskaber 77 kg klassen.
- 1.plads 2011 DM Senior 77 kg klassen.

## Danske Rekorder
- Træk Junior 77 kg klassen.
- Stød Junior 77 kg klassen.
- Stød Senior 77 kg klassen.
- Total Junior 77 kg klassen.

## Personlige Rekorder
- Træk: 128.0 Kg
- Stød: 166.0 Kg
- Tokamp: 294.0 Kg
- Front Squat: 200.0 Kg
- Back Squat: 220.0 Kg